# Oecophylla
Oecophylla är ett släkte av myror. Oecophylla ingår i familjen myror.
Kladogram enligt Catalogue of Life:
| Oecophylla | \| \| Oecophylla atavina \| \| \| \| \| \| Oecophylla bartoniana \| \| \| \| \| \| Oecophylla brischkei \| \| \| \| \| \| Oecophylla crassinoda \| \| \| \| \| \| Oecophylla leakeyi \| \| \| \| \| \| Oecophylla longinoda \| \| \| \| \| \| Oecophylla megarche \| \| \| \| \| \| Oecophylla obesa \| \| \| \| \| \| Oecophylla perdita \| \| \| \| \| \| Oecophylla praeclara \| \| \| \| \| \| Oecophylla sicula \| \| \| \| \| \| Oecophylla smaragdina \| \| \| \| \| \| Oecophylla superba \| \| \| \| |
|            | \| \| Oecophylla atavina \| \| \| \| \| \| Oecophylla bartoniana \| \| \| \| \| \| Oecophylla brischkei \| \| \| \| \| \| Oecophylla crassinoda \| \| \| \| \| \| Oecophylla leakeyi \| \| \| \| \| \| Oecophylla longinoda \| \| \| \| \| \| Oecophylla megarche \| \| \| \| \| \| Oecophylla obesa \| \| \| \| \| \| Oecophylla perdita \| \| \| \| \| \| Oecophylla praeclara \| \| \| \| \| \| Oecophylla sicula \| \| \| \| \| \| Oecophylla smaragdina \| \| \| \| \| \| Oecophylla superba \| \| \| \| |
|            | Oecophylla atavina |
|            | |
|            | Oecophylla bartoniana |
|            | |
|            | Oecophylla brischkei |
|            | |
|            | Oecophylla crassinoda |
|            | |
|            | Oecophylla leakeyi |
|            | |
|            | Oecophylla longinoda |
|            | |
|            | Oecophylla megarche |
|            | |
|            | Oecophylla obesa |
|            | |
|            | Oecophylla perdita |
|            | |
|            | Oecophylla praeclara |
|            | |
|            | Oecophylla sicula |
|            | |
|            | Oecophylla smaragdina |
|            | |
|            | Oecophylla superba |
|            | |

## Bildgalleri

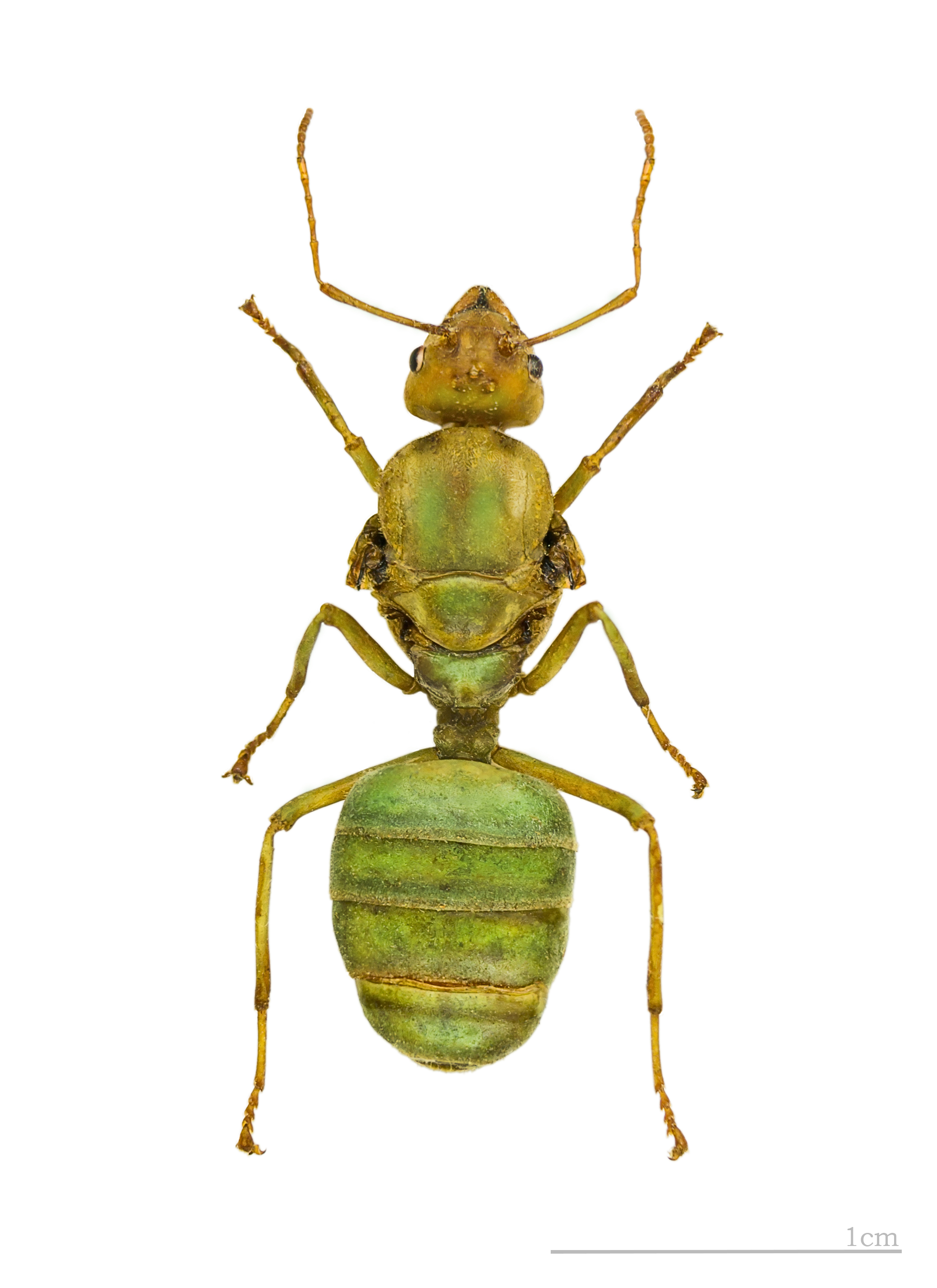
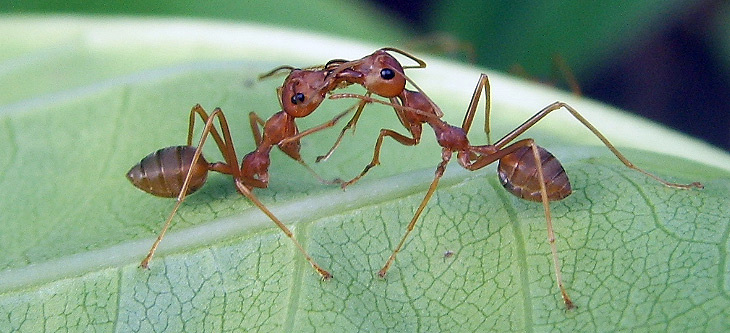
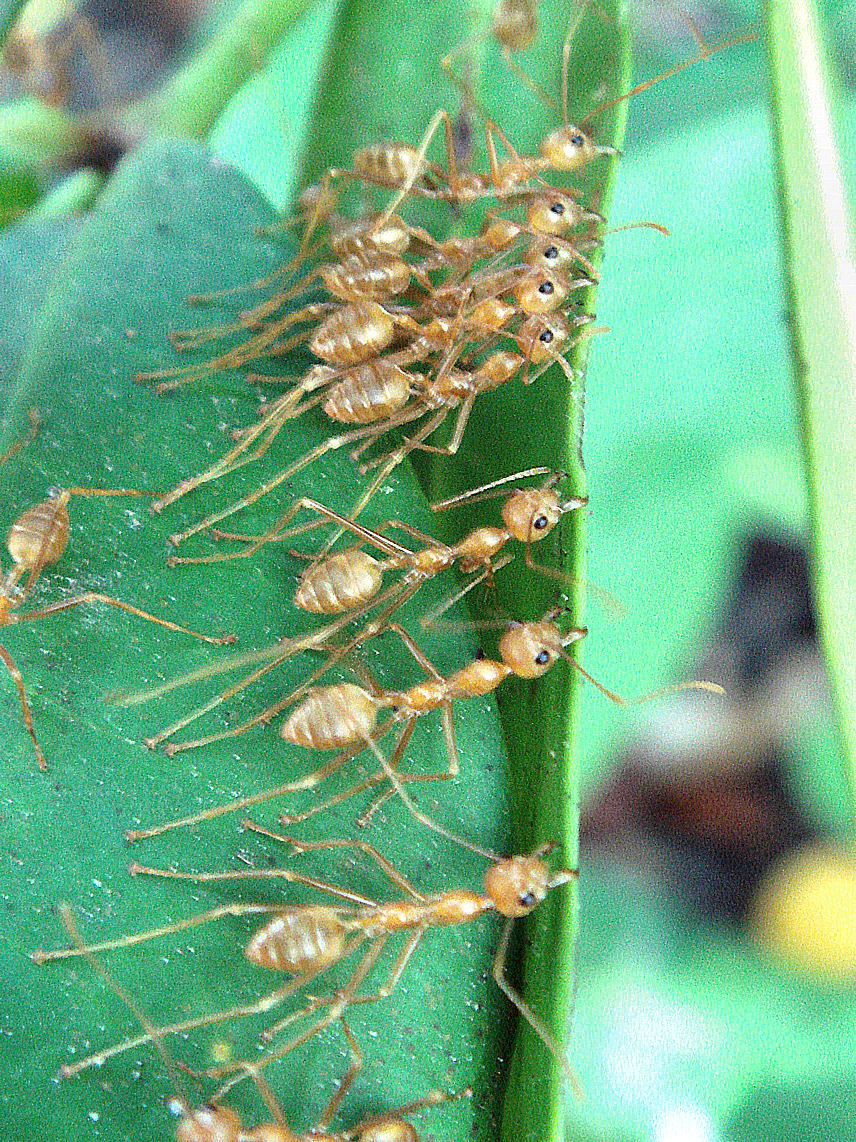
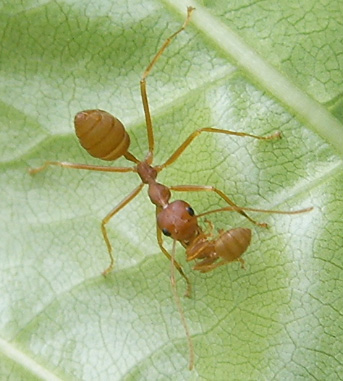
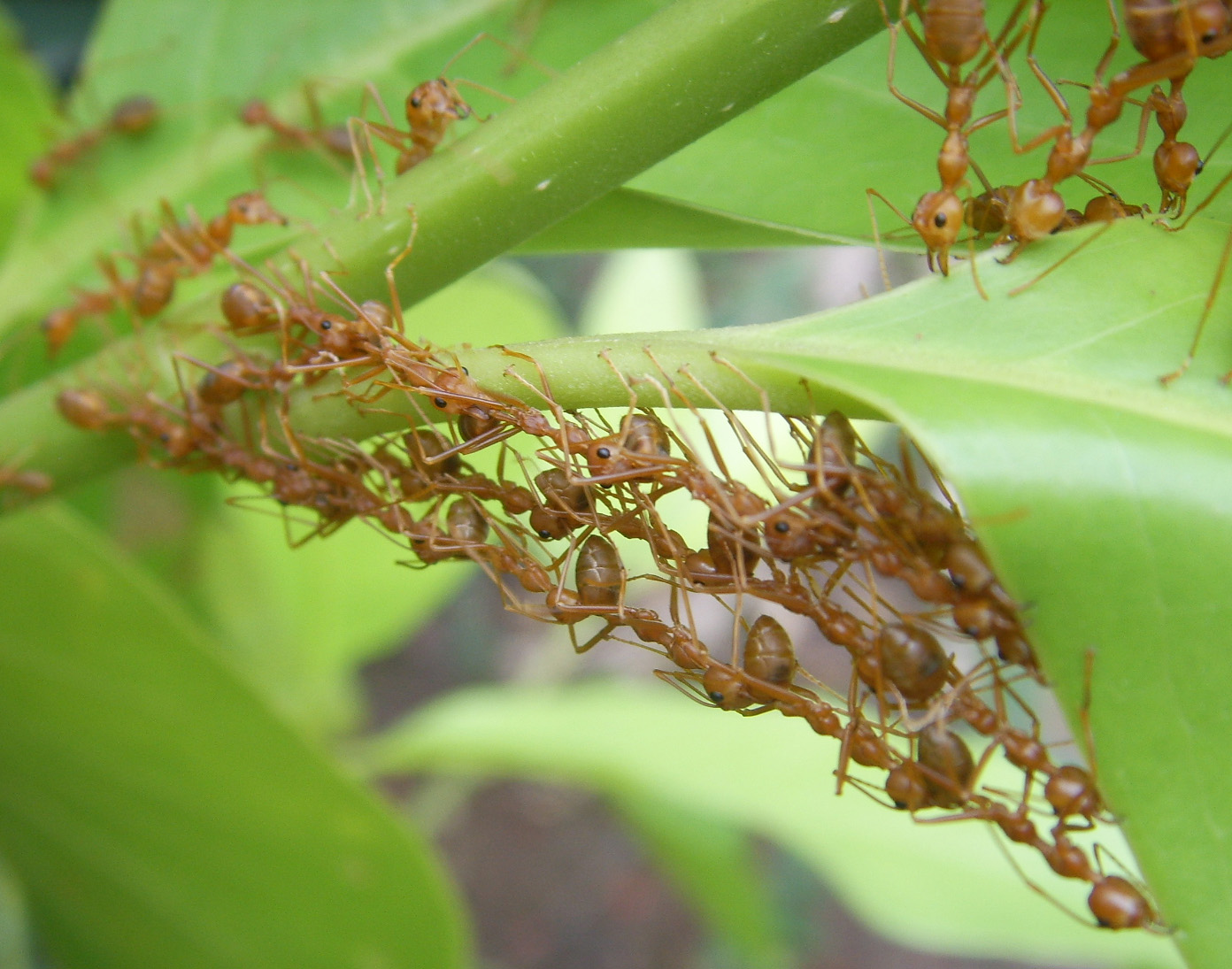
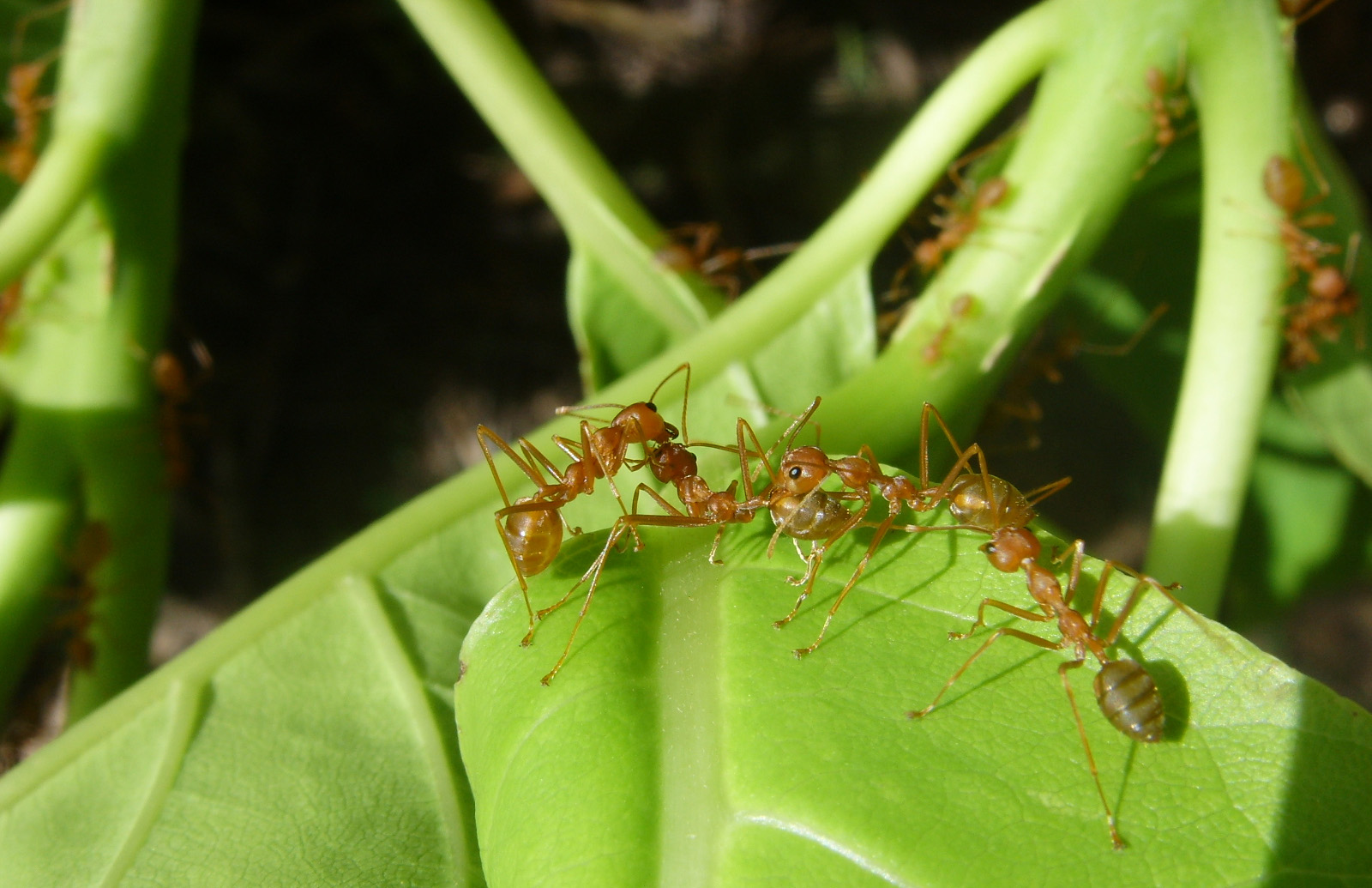